# Ben Elliott (Fußballspieler)
Benjamin Njongoue Elliott (* 5. November 2002 in London, England) ist ein kamerunischer Fußballspieler.

## Karriere

### Klub
In der Jugend von Chelsea durchlief er mehrere Stationen und ging hier ab Sommer 2021 von der U18 in die U21 über, für welche er in der Premier League 2 einige Einsätze machte. Zur Saison 2023/24 wechselte er dann aber zum FC Reading in die League One, wo er am 4. Spieltag bei einem 3:0-Sieg über Stevenage sein Profi-Debüt hatte.

### Nationalmannschaft
Sein erstes Länderspiel im Trikot der kamerunischen A-Nationalmannschaft, hatte er am 10. Juni 2023 bei einem 2:2-Freundschaftsspiel gegen Mexiko, wo er zur 87. Minute für Bryan Mbeumo eingewechselt wurde. Nach zwei weiteren Freundschaftsspielen kam er dann auch bei einem 3:0-Sieg über Mauritius während der Qualifikation für die Weltmeisterschaft 2026 zum Einsatz.
Am 28. Dezember 2023 wurde er für den finalen Kader beim Afrika-Cup 2024 nominiert.